# Amatitlania
Amatitlania là một chi cá Trung Mỹ trong phân họ Cichlasomatinae thuộc họ Cá hoàng đế. Chi này có 4 loài. Chi này có quan hệ gần với Archocentrus và Cryptoheros, và có các loài trước đây đặt ở các chi này. Chi được tạo dựng bởi Juan Schmitter-Soto năm 2007 dựa vào một nghiên cứu phức hợp loài Archocentrus. Tuy nhiên, một nghiên cứu năm 2008 do Oldrich Rica đã đề xuất rằng tất cả các loài trong Cryptohero và Amatitlania nên được chuyển vào chi Hypsophrys.

## Các loài
- Amatitlania nigrofasciata Günther, 1867, từ El Salvador đến Guatemala phía Thái Bình Dương của Trung Mỹ và từ Honduras đến Guatemala phía Đại Tây Dương
- Amatitlania siquia, từ Honduras Đại Tây Dương đến Costa Rica
- Amatitlania coatepeque, từ hồ Coatepeque ở El Salvador
- Amatitlania kanna, từ phía Đại Tây Dương của Panama